# Hane (Polynésie française)
Pour les articles homonymes, voir Hane.

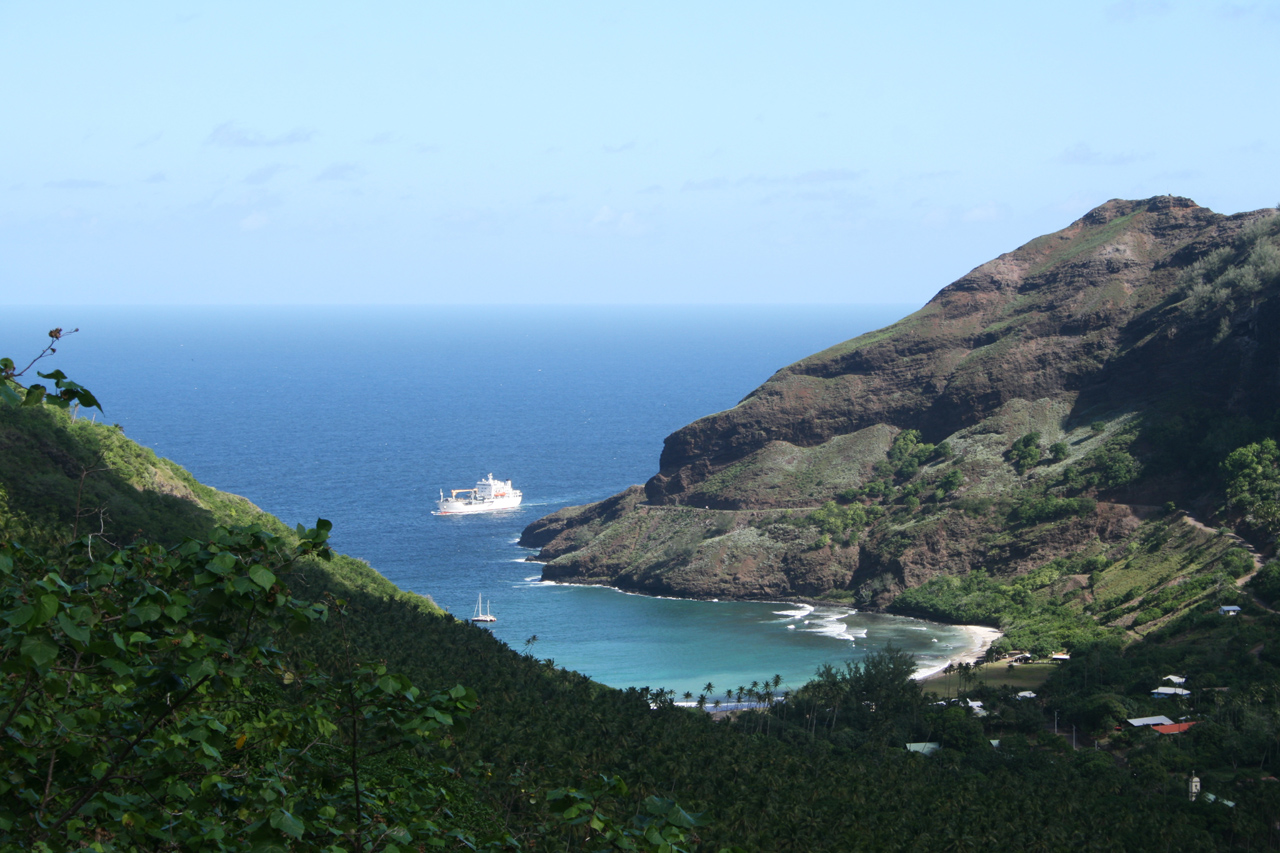
La baie de Hane.

Hane est un village de l'île de Ua Huka, dans l'archipel des Marquises, en Polynésie française.

## Situation
Hane se situe entre l'aéroport et le village de Hokatu. C'est le deuxième village le plus peuplé de l'île.
D'après la légende, c'est dans cette vallée que les premiers hommes s'installèrent aux Marquises, après des jours de navigation. Trop épuisé pour accoster, le motu Hane, îlot en forme de pain de sucre, se serait arrêté à l'entrée de la baie.

## Dans le village
- Le musée de la Mer. Contient des outils utilisés pour la pêche, dont des hameçons traditionnels, des explications sur les anciennes techniques de pêche, et une collection de pirogues de toutes les époques, réalisées par le conservateur du musée, Joseph Vaatete
- Un centre d'exposition-vente, où l'on peut acheter les sculptures et autres réalisations artisanales des habitants de Hane.

## Autour du village

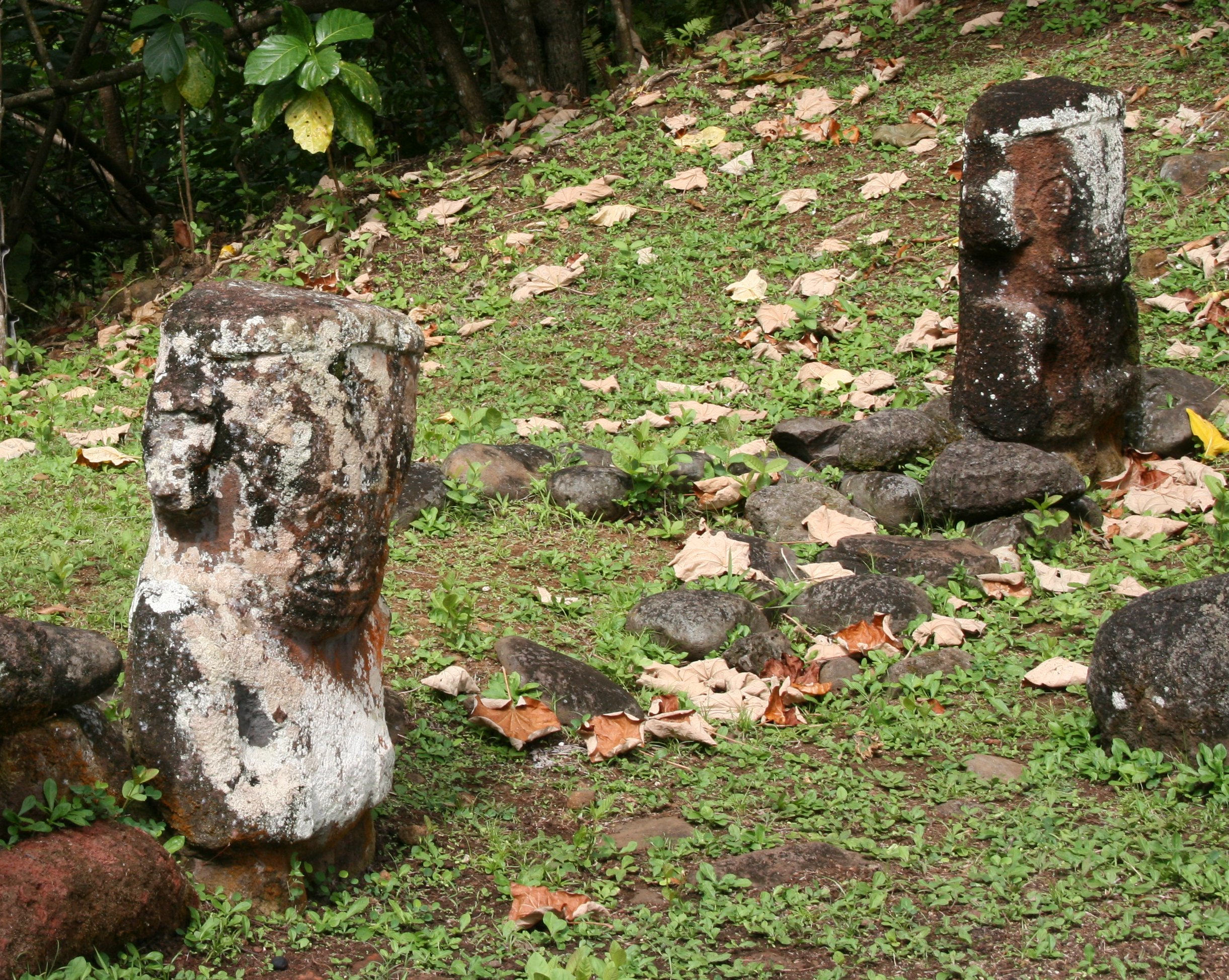
Deux des trois tikis en tuf rouge du site de Meiaute.

- Site de Tehavea, à une demi-heure de marche. Situé sur une plate-forme coupant la ligne de crête, on peut y voir plusieurs tikis anciens.
- Site de Meiaute, le plus important et le plus ancien gisement archéologique des Marquises, daté du IIIe siècle. On peut y observer trois tikis sculptés dans du tuf volcanique rouge.
En 1964 et 1965, une expédition archéologique, dirigée par Y.H. Sinoto et M. Kellum, y a découvert une trentaine de tombes et plus de trois mille objets, certains utilitaires (herminettes, râpes à coco, harpons, poids de pêche, hameçons...) et d'autres décoratifs (pectoraux sculptés en nacre, rouleaux en os et dents de cachalot travaillés pour des colliers, matériel de tatouage...).
Et surtout, des tessons de céramique, ce qui permet de rattacher la famille polynésienne à la culture Lapita. Les Marquisiens ont progressivement abandonné la technique de la céramique avant de partir coloniser d'autres îles, car on ne trouve plus ensuite de trace de ces poteries en Polynésie orientale.
- Le cheval des Marquises est présent en liberté sur cette vallée.